# Roberta Flack
Roberta Cleopatra Flack (født 10. februar 1937, død 24. februar 2025) var en amerikansk sanger, der toppede Billboard hitliste med singlerne "The First Time Ever I Saw Your Face", "Killing Me Softly with His Song", "Feel Like Makin' Love", "Where Is the Love" og "The Closer I Get to You", hvor de to sidste var duetter med Donny Hathaway.
Flack havde indflydelse på den moderne rhythm and blues-genre kaldet quiet storm, og fortolkede sange af sangskrivere som Leonard Cohen og medlemmer af The Beatles.
Flack var den første kunstner, der modtog en Grammy Award for årets indspilning i to på hinanden følgende år: "The First Time Ever I Saw Your Face" i 1973 og "Killing Me Softly with His Song" i 1974.

## Priser
Roberta Flack fik flere priser og blev hædret på flere måder:
- 1973  en Grammy for "The First Time Ever I Saw Your Face"
- 1974  en Grammy for "Killing Me Softly with His Song"
- 1999  en stjerne på Hollywood Walk of Fame.

## Diskografi
- First Take (1969)
- Chapter Two (1970)
- Quiet Fire (1971)
- Roberta Flack & Donny Hathaway (1972)
- Killing Me Softly (1973)
- Feel Like Makin' Love (1975)
- Blue Lights in the Basement (1977)
- Roberta Flack (1978)
- Roberta Flack Featuring Donny Hathaway (1980)
- I'm the One (1982)
- Born to Love (1983)
- Oasis (1988)
- Set the Night to Music (1991)
- Stop the World (1992)
- Roberta (1994)
- The Christmas Album (1997)
- Let It Be Roberta (2012)
- Running (2018)